# Логан Міллер
Логан Міллер (англ. Logan Miller, 1992) — американський актор, що знявся в ситкомі Disney XD Я — рокер (2009—2011) і озвучив Сема Александра/Нову в мультсеріалі Ultimate Spider-Man (2012—2017). Він також знявся у фільмах Scouts Guide to the Zombie Apocalypse (2015), A Dog's Purpose (2017), Love, Simon (2018), Escape Room (2019) і Escape Room: Tournament of Champions (2021).

## Кар'єра
Міллер народився в Енглвуді, штат Колорадо, і виріс у Нью-Мексико.
В 2009 році він почав зніматися в ролі Тріппа Кемпбелла в ситкомі Disney XD «Я — рокер». Він також зіграв підлітка Коннора Міда, молодшу версію персонажа Меттью МакКонахі, у фільмі 2009 року «Привиди колишніх подружок».

## Фільмографія

### Фільми
| Рік      | Назва                                   | Роль                | Примітка    |
| -------- | --------------------------------------- | ------------------- | ----------- |
| 2009 рік | Артур і помста Малтазарда               | Джейк               | Роль голосу |
| 2009 рік | Привиди колишніх подружок               | Підліток Коннор Мід |             |
| 2012 рік | Щоб ви зробили…                         | Raleigh             |             |
| 2013 рік | Елітне суспільство                      | Дитина на вечірці   |             |
| 2013 рік | Глибока пудра                           | Збій                |             |
| 2013 рік | Нічні переїзди                          | Ділан               |             |
| 2013 рік | +1                                      | Тедді               |             |
| 2015 рік | Скаути проти зомбі                      | Картер Грант        |             |
| 2015 рік | Стенфордський тюремний експеримент      | Джеррі Шерман       |             |
| 2015 рік | Відведи мене до річки                   | Райдер              |             |
| 2016 рік | Добрий сусід                            | Ітан Флемінг        |             |
| 2017 рік | Перш ніж я впаду                        | Кент МакФуллер      |             |
| 2017 рік | Собаче призначення                      | Тодд                |             |
| 2017 рік | Аромат дощу та блискавки                | Коллін Кройл        |             |
| 2018 рік | Бути Френком                            | Філіп Гансен        |             |
| 2018 рік | З любов'ю, Саймон                       | Мартін Аддісон      |             |
| 2019 рік | Смертельний лабіринт                    | Бен Міллер          |             |
| 2019 рік | Здобич                                  | Тобі Бернс          |             |
| 2019 рік | Ми закликаємо темряву                   | Ковач               |             |
| 2020 рік | Лайно                                   | Сем                 |             |
| 2021 рік | Смертельний лабіринт 2: Небезпека всюди | Бен Міллер          |             |
| 2022 рік | Приватна власність                      | Оутс                |             |

### Серіали
| Рік            | Назва                             | Роль                 | Примітка                                                             |
| -------------- | --------------------------------- | -------------------- | -------------------------------------------------------------------- |
| 2008 рік       | Матч зірок Нортон-авеню           | Дрю Яблуко           | Телевізійний фільм                                                   |
| 2009–2011 роки | Я — рокер                         | Тріпп Кемпбелл       | Головна роль                                                         |
| 2010–2014 роки | Фінеас і Ферб                     | Джонні               | Озвучування; епізоди: «Brain Drain», «Skiddley Whiffers», «Doof 101» |
| 2011 рік       | Я ненавиджу свою доньку-підлітка  | Мисливець            | Епізод: «Побачення підлітків»                                        |
| 2012 рік       | Прокинутися                       | Коул                 | Епізоди: " The Little Guy ", " Guilty ", " Kate Is Enough "          |
| 2012 рік       | Грімм                             | Пірс Хіггінс         | Епізод: " The Other Side "                                           |
| 2012–2017 роки | Людина-павук. Щоденник супергероя | Нова / Сем Олександр | Озвучування                                                          |
| 2013 рік       | Дитяча лікарня                    | Чейз МакКівер        | Епізод: «The C-Word»                                                 |
| 2014 рік       | Зростання Фішера                  | Ентоні Хупер         | 4 епізоди                                                            |
| 2015 рік       | Собака крапка ком                 | Ерік                 | Епізод: «Вгадай, хто шахрай»                                         |
| 2016–2017 роки | Ходячі мерці                      | Бенджамін            | 4 серії (7 сезон)                                                    |
| 2017–2019 роки | Вартові галактики                 | Нова / Сем Олександр | Озвучування                                                          |
| 2018 рік       | У Філадельфії завжди сонячно      | Ейдан                | Епізод: «The Gang Gets New Wheels»                                   |
| 2019 рік       | Вероніка Марс                     | Саймон               | Епізоди: «Spring Break Forever», «Chino and the Man»                 |

### Відео ігри
| Рік      | Назва                                | Роль               | Примітка |
| -------- | ------------------------------------ | ------------------ | -------- |
| 2013 рік | Герої Marvel                         | Сем Олександр/Нова |          |
| 2014 рік | Disney Infinity: Marvel Super Heroes | Сем Олександр/Нова |          |
| 2015 рік | Disney Infinity 3.0                  | Сем Олександр/Нова | [ 5 ]    |